# Simone Pasa
Simone Pasa (Montebelluna, 21 gennaio 1994) è un calciatore italiano, centrocampista del Victor San Marino.

## Biografia
È il figlio dell'ex calciatore Daniele Pasa, fratello della cestista Francesca Pasa.

## Caratteristiche tecniche
Calciatore forte fisicamente e mancino di piede, nasce calcisticamente come difensore centrale, ma nel corso degli anni ha avanzato il proprio raggio d'azione giocando prevalentemente sulla linea mediana.

## Carriera

### Club
Cresciuto nel settore giovanile dell'Inter, debutta in prima squadra nella stagione 2012-2013: ha dapprima giocato 2 gare in Europa League contro Neftçi Baku e Cluj, quindi esordisce in Serie A il 5 maggio 2013, nell'incontro Napoli-Inter (3-1).
Il 16 luglio 2013 passa in prestito con diritto di riscatto e di controriscatto al Varese in Serie B. Con i lombardi gioca una sola partita, il 31 agosto, contro il Modena, terminata 1-1.
Il 31 gennaio 2014 passa al Padova sempre in Serie B nell'operazione che ha portato Trevor Trevisan al club biancorosso. Il 9 luglio 2014 viene ceduto in prestito al Prato. Il 26 agosto 2015 si trasferisce, sempre in prestito, al Pordenone.
A fine stagione, rimasto svincolato, viene tesserato dal Cittadella.
Il 12 agosto del 2019 dopo tre anni fa ritorno a titolo definitivo al Pordenone neo-promosso in Serie B con cui firma un contratto biennale.
Nel corso della stagione 2019-2020 disputa 19 partite con il Pordenone alla guida del mister Attilio Tesser. Il 5 luglio 2021 arriva il rinnovo di contratto per altre 2 stagioni.
Il 18 luglio 2022 viene ceduto al Rimini, con cui sigla un contratto biennale.

### Nazionale
Ha militato nelle nazionali giovanili Under-16, Under-17 e Under-18 ed Under-19.

## Statistiche

### Presenze e reti nei club
Statistiche aggiornate al 4 maggio 2025.
| Stagione          | Squadra           | Campionato        | Campionato | Campionato | Coppe nazionali | Coppe nazionali | Coppe nazionali | Coppe continentali | Coppe continentali | Coppe continentali | Altre coppe | Altre coppe | Altre coppe | Totale | Totale |
| Stagione          | Squadra           | Comp              | Pres       | Reti       | Comp            | Pres            | Reti            | Comp               | Pres               | Reti               | Comp        | Pres        | Reti        | Pres   | Reti   |
| ----------------- | ----------------- | ----------------- | ---------- | ---------- | --------------- | --------------- | --------------- | ------------------ | ------------------ | ------------------ | ----------- | ----------- | ----------- | ------ | ------ |
| 2012-2013         | Inter             | A                 | 4          | 0          | CI              | 0               | 0               | UEL                | 2                  | 0                  | -           | -           | -           | 6      | 0      |
| 2013-gen. 2014    | Varese            | B                 | 1          | 0          | CI              | 0               | 0               | -                  | -                  | -                  | -           | -           | -           | 1      | 0      |
| gen.-giu. 2014    | Padova            | B                 | 3          | 0          | CI              | 0               | 0               | -                  | -                  | -                  | -           | -           | -           | 3      | 0      |
| 2014-2015         | Prato             | LP                | 19         | 1          | CI+CI-LP        | 1+3             | 0+1             | -                  | -                  | -                  | -           | -           | -           | 23     | 2      |
| 2015-2016         | Pordenone         | LP                | 32+3       | 2          | CI+CI-LP        | 0+1             | 0               | -                  | -                  | -                  | -           | -           | -           | 36     | 2      |
| 2016-2017         | Cittadella        | B                 | 21         | 0          | CI              | 1               | 0               | -                  | -                  | -                  | -           | -           | -           | 22     | 0      |
| 2017-2018         | Cittadella        | B                 | 30+2       | 1          | CI              | 2               | 1               | -                  | -                  | -                  | -           | -           | -           | 34     | 2      |
| 2018-2019         | Cittadella        | B                 | 13+2       | 0          | CI              | 2               | 0               | -                  | -                  | -                  | -           | -           | -           | 17     | 0      |
| Totale Cittadella | Totale Cittadella | Totale Cittadella | 64+4       | 1          |                 | 5               | 1               |                    | -                  | -                  |             | -           | -           | 73     | 2      |
| 2019-2020         | Pordenone         | B                 | 18+1       | 0          | CI              | 0               | 0               | -                  | -                  | -                  | -           | -           | -           | 19     | 0      |
| 2020-2021         | Pordenone         | B                 | 18         | 0          | CI              | 2               | 0               | -                  | -                  | -                  | -           | -           | -           | 20     | 0      |
| 2021-2022         | Pordenone         | B                 | 25         | 0          | CI              | 0               | 0               | -                  | -                  | -                  | -           | -           | -           | 25     | 0      |
| Totale Pordenone  | Totale Pordenone  | Totale Pordenone  | 93+4       | 2          |                 | 3               | 0               |                    | -                  | -                  |             | -           | -           | 100    | 2      |
| 2022-2023         | Rimini            | C                 | 34+1       | 0          | CI              | 1               | 0               | -                  | -                  | -                  | -           | -           | -           | 36     | 0      |
| feb.-giu. 2024    | Montebelluna      | D                 | 1          | 0          | -               | -               | -               | -                  | -                  | -                  | -           | -           | -           | 1      | 0      |
| 2024-2025         | Victor San Marino | D                 | 27         | 0          | -               | -               | -               | -                  | -                  | -                  | -           | -           | -           | 27     | 0      |
| Totale carriera   | Totale carriera   | Totale carriera   | 246+9      | 4          |                 | 13              | 2               |                    | 2                  | 0                  |             | -           | -           | 270    | 6      |

## Palmarès

### Club

#### Competizioni giovanili
- Campionato Primavera: 1

Inter: 2011-2012
- Torneo di Viareggio: 1

Inter: 2010-2011
- NextGen Series: 1

Inter: 2011-2012